# Paranaiguara
Paranaiguara är en kommun i Brasilien.   Den ligger i delstaten Goiás, i den södra delen av landet, 400 km sydväst om huvudstaden Brasília. Antalet invånare är 9 119.
Omgivningarna runt Paranaiguara är en mosaik av jordbruksmark och naturlig växtlighet. Runt Paranaiguara är det glesbefolkat, med 8 invånare per kvadratkilometer.